# تيتو نافارو
تيتو نافارو (بالإنجليزية: Tito Navarro)‏ هو لاعب كرة قاعدة أمريكي، ولد في 12 سبتمبر 1970 في ريو بيدراس ‏ في بورتوريكو.